# Martin Holý
Martin Holý (* 23. září 1978 Nymburk) je český historik.

## Život
V letech 1997–2003 vystudoval obory Historie – Archivnictví (PVH) na Filozofické fakultě Univerzity Karlovy, kde též roku 2003 složil rigorózní zkoušku. Na stejné fakultě získal později doktorát (2008) a docenturu (2013). Na Filozofické fakultě Univerzity Jana Evangelisty Purkyně absolvoval následně jmenovací řízení. Profesorem českých dějin byl jmenován prezidentem republiky dne 28. 11. 2019.
Badatelsky se zaměřuje na dějiny raného novověku se zřetelem na kulturu, vzdělanost a šlechtu. V současné době působí jako vedoucí vědecký pracovník Oddělení dějin raného novověku v Historickém ústavu Akademie věd ČR, který od roku 2017 vede také jako ředitel. Od roku 2008 vyučuje na Ústavu českých dějin FF UK. Zároveň pedagogicky působí na Ústavu světových dějin stejné fakulty a Katedře historie FF UJEP. 26. září 2023 mu byla předána čestná afiliace FF UK. Od ledna 2024 je vedoucím vědeckým redaktorem Českého časopisu historického.
Je také členem výboru Sdružení historiků České republiky. Dne 18. března 2025 byl zvolen členem Vědecké rady Akademie věd ČR na funkční období 2025–2029.